# Kapu
För andra betydelser, se Kapu (olika betydelser).
Kapu var ett hawaiiskt tabu, att bryta emot det, även om det var oavsiktligt, ledde oftast till omedelbar död. Ordet är hawaiiska och betyder "förbjudet".
Det mest kända förbudet var kontakt med hövdingar eller kungar. Det var exempelvis förbjudet att gå in i en hövdings privata område, att komma i kontakt med hans hår eller naglar, att titta rakt på honom och hålla huvudet ovanför honom. Det var också förbjudet att bära röda och gula fjädrar, då dessa ansågs som kungliga. Platser som ansågs som kapu symboliserades ofta med två korsade stavar, med en vit boll ovanpå var och en.
Kapusystemet reglerade också kontakt mellan män och kvinnor. Framförallt fick män och kvinnor inte äta tillsammans, och vissa typer av mat såsom fläsk, vissa typer av bananer (då de liknade fallossymboler) och kokosnötter var förbjudna för kvinnor. Kapusystemet nyttjades fram till 1819, då kung Kamehameha II avskaffade det genom att äta en symbolisk middag bestående av förbjuden mat tillsammans med kvinnorna vid hovet (sin moder Keopuolani och sin faders drottning Kaahumanu).
Kapu användes även för att reglera fiske i Hawaii för att garantera fortlevnad av fiskarter kring öarna under 1700- och 1800-talen. Vissa fiskar och/eller områden var förbjudna då överfiske kunde skada omgivningen. Dessa regler påminner om dagens fiske- och jaktrestriktioner.